# عین الغزاله
عین الغزاله (به عربی: عین الغزالة) یک منطقهٔ مسکونی در لیبی است که در استان بطنان واقع شده‌است.